# Сплайсосома
Сплайсосо́ма — ядерная структура, состоящая из молекул РНК и белков и осуществляющая удаление некодирующих последовательностей (интронов) из предшественников мРНК. Этот процесс называется сплайсингом (от англ. splicing — сращивание).
Сплайсосому составляют пять малых ядерных РНК (мяРНК), и каждая из них связана по меньшей мере с семью белковыми факторами, образуя малые ядерные рибонуклеопротеины (мяРНП). Содержащиеся в сплайсосоме мяРНП называются U1, U2, U4, U5 и U6.

## Структура и механизм сплайсинга

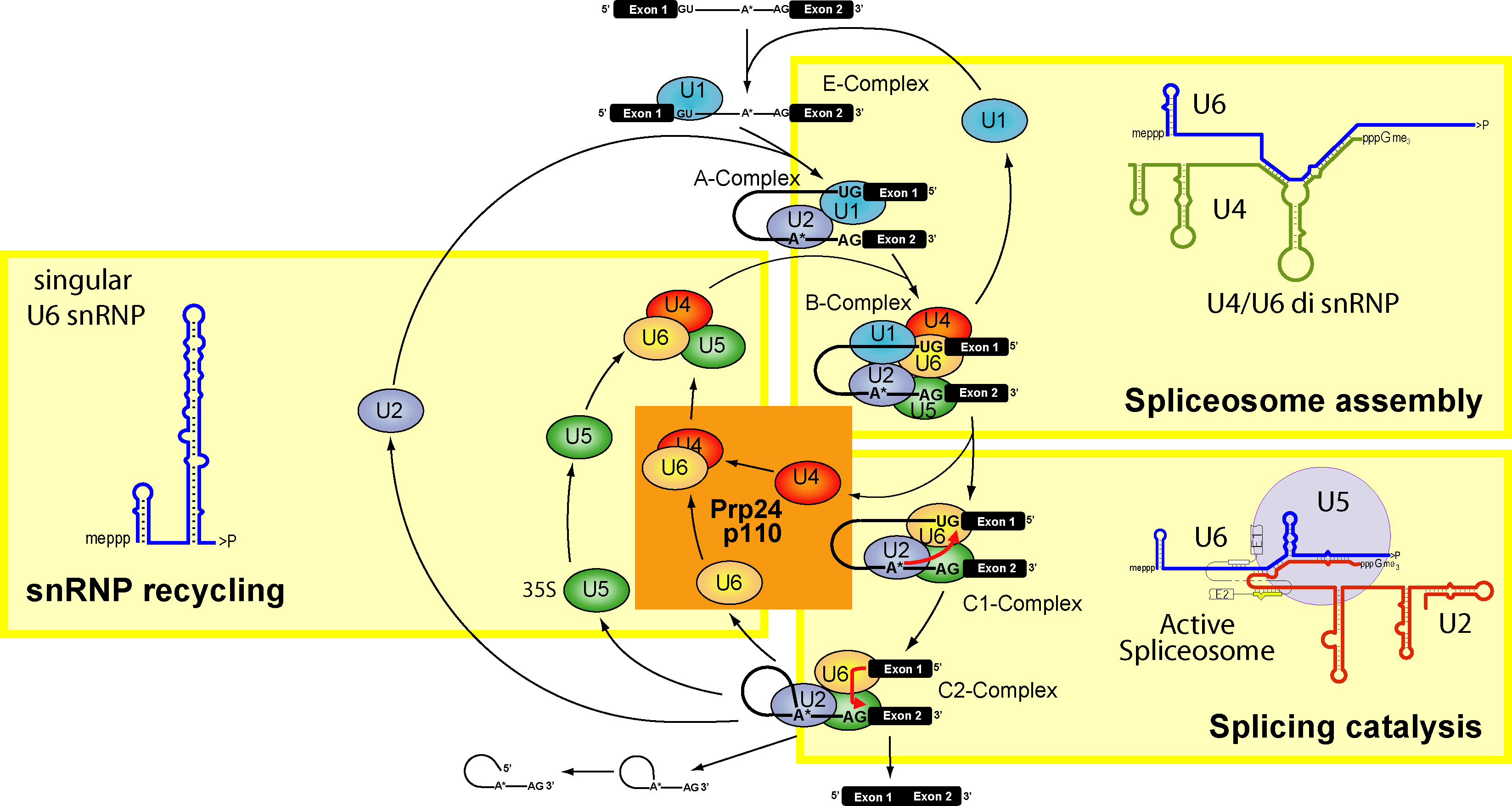
Цикл работы сплайсосомы

Сплайсосома функционирует как сложная динамичная машина: в системах in vitro несколько компонентов сплайсосомы собираются на предшественнике мРНК (пре-мРНК) и выполняют свои задачи, после чего уходят, уступая место следующим компонентам. 
В ходе сплайсинга распознавание 5'-границы сплайсинга, участка точки ветвления и 3'-границы в значительной мере обусловлено спариванием оснований в молекулах мяРНК и консенсусными последовательностями в пре-мРНК. В самом начале сплайсинга U1 комплементарно связывается с 5'-границей связывания, а белок BBP (англ. branchpoint binding protein) и U2AF (вспомогательный фактор U2) узнают будущую точку ветвления. Далее мяРНП U2 вытесняет BBP и U2AF, комплементарно связываясь с консенсусной последовательностью участка точки ветвления. Связывание U2 с точкой ветвления вызывает выход соответствующего неспаренного аденина из спаренной области, благодаря чему он активируется для реакции с 5'-границей сплайсинга. Именно этот аденин станет точкой ветвления. Присутствие же в U2 псевдоуридиновых остатков практически напротив области ветвления приводит к изменению конфигурации связей РНК-РНК во время связывания с U2. Эти изменения структуры, вызванные псевдоуридином, помещает 2'-OH-группу вытянутого аденозина в положение, позволяющее совершить первый шаг сплайсинга. После этого в реакцию вступает тройной мяРНП U4/U6•U5, в котором U4 и U6 удерживаются вместе за счёт комплементарного связывания. Комплекс U1, U2, U4, U5 и U6 получил название B-комплекса. U5 взаимодействует с последовательностями на 5'- и 3'-концах сплайсингового участка за счет инвариантной петли мяРНК, входящей в его состав. Белковые компоненты U5 взаимодействуют с 3'-регионом сплайсингового участка. Сплайсосома претерпевает ряд перестроек, благодаря которым создаётся активный участок сплайсосомы и происходит размещение пре-мРНК для первой фосфорилтрансферазной реакции. Интрон приобретает характерную форму лассо. Происходит ещё несколько перестроек, в результате которых разрываются связи между U4 и U6, и U4 уходит. Освободившаяся U6 заменяет U1 на 5'-границе сплайсинга и образует активный участок для второй фосфорилтрансферазной реакции, в ходе которой соединяются концы экзонов, а интрон вырезается. Комплекс U2, U5 и U6 называется В*-комплексом, а комплекс, существующий в промежутке между существованием В*-комплекса и вырезанием интрона называется С-комплексом. Для соединения экзонов необходима U5. 
Хотя сами реакции сплайсинга не требуют затрат АТФ, он требуется для сборки и перестроек сплайсосомы. Например, АТФ используется некоторыми белками сплайсосомы для разрыва связей РНК—РНК. По сути все этапы, кроме посадки BBP на точку ветвления и U1 на 5'-сайт сплайсинга, требуют гидролиза АТФ и участия дополнительных белков (для одного события сплайсинга необходимо не менее 200 белков с учётом белков мяРНП). 
По завершении сплайсинга сплайсосома направляет набор белков, которые связываются с мРНК вблизи позиции, которую раньше занимал интрон. Эти белки носят название комплекс соединения экзонов (англ. exon junction complex, EJC).

## Малая сплайсосома

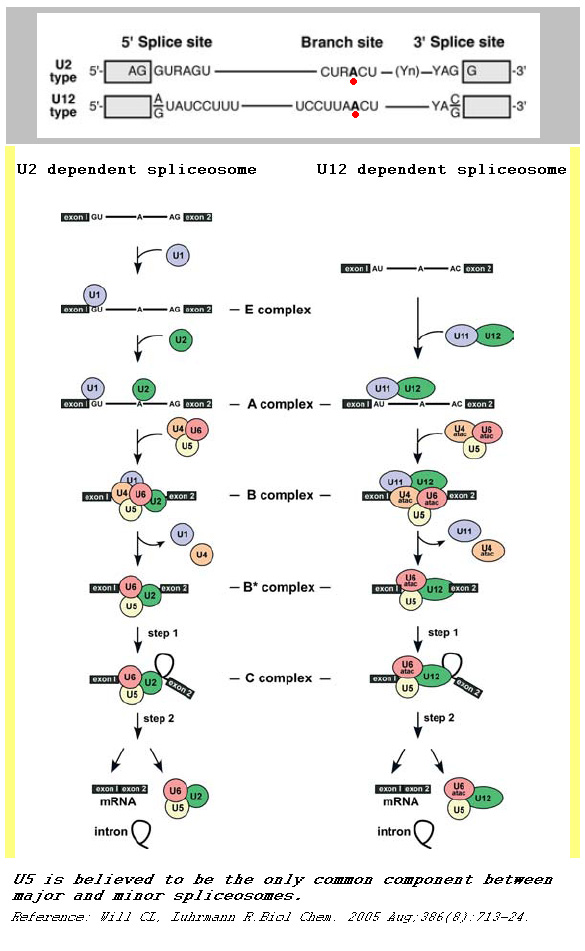
Сравнение работы большой (U2-зависимой) и малой (U12-зависимой) сплайсосом

Помимо U2-зависимой большой сплайсосомой существует U12-зависимая малая сплайсосома (англ. minor spliceosome). Малая сплайсосома имеется у большинства эукариот, но сплайсирует только около 0,5 % интронов. Такие интроны сплайсируются несколько менее эффективно, чем интроны большой сплайсосомы, и, как предполагается, ограничивают экспрессию соответствующих генов. По сравнению с обычными интронами, которые имеют концы GT—AG и низкоконсервативный 5'-сайт сплайсинга, интроны малой сплайсосомы имеют консервативные 5'-сайты сплайсинга и концы АТ—АС. мяРНП малой сплайсосомы включают четыре специфичные мяРНК U11, U12, U4atac и U6atac, а также мяРНК U5, общую для обеих типов сплайсосом. На рисунке слева представлены основные различия в работе большой и малой сплайсосом.

## Клиническое значение
Мутации различных компонентов сплайсосомы и соответствующие им нарушения зачастую приводят к развитию миелодиспластических синдромов, а также различных видов рака и нейропатологий. В связи с этим кандидатами в противораковые препараты являются малые молекулы, способные модулировать работу сплайсосомы. Синдром Тейби — Линдера (англ. Taybi-Linder syndrome) связан с мутациями в мяРНК, входящей в состав малой сплайсосомы. 